# Code de la Défense
Lire en ligne

Texte sur Légifrance

En droit français, le code de la Défense est le code qui vise à regrouper l'ensemble des dispositifs législatifs et réglementaires sur la Défense nationale. Il a été créé par l'ordonnance n° 2004‑1374 du 20 décembre 2004, qui fut elle-même ratifiée par la loi n° 2005‑1550 du 12 décembre 2005 modifiant diverses dispositions relatives à la Défense.

## Historique
Le code de la Défense est un projet de longue date qui est inscrit dans le programme de codification du 30 mai 1996 signé par le Premier Ministre de l'époque, Alain Juppé. L'élaboration du code de la Défense fait l'objet d'une réunion interministérielle le 18 avril 2000. La commission supérieure de codification étudie le projet au cours de l'année 2001 et émet au cours de la réunion du 18 juin 2001 plusieurs réserves :
- La nécessité de traiter la question des textes les plus anciens (certains remontent au XVIIIe siècle) dont le maintien en vigueur ou même le style n'est plus adapté au contexte contemporain.
- Le manque de cohérence d'un code rassemblant des textes issus d'époques et d'inspirations différentes.

Cependant la commission approuve la structure du projet et en a adopté le plan au cours de l'année 2001. Le rapport au Président de la République joint à l'ordonnance du 20 décembre 2004 précise que la codification est réalisée à droit constant et que plusieurs solutions ont été sélectionnées pour répondre aux problèmes soulevés par la commission de codification:
- Plusieurs dispositions anciennes devenues obsolètes ont été abrogées.
- La rédaction de certains textes anciens a été modifiée pour les mettre en accord avec le style et les usages contemporains.
- De plus, certaines dispositions ont été étendues aux départements et territoires d'outre-mer[6].

## Contenu
Il comprend une partie législative (les lois) et une partie réglementaire (les décrets), chacune organisée respectivement en cinq parties. Les livres sont découpés en titres et chapitres. Un grand nombre de chapitres ont été créés mais les dispositions auxquelles ils font référence n'ont pas toutes été intégrées à ce nouveau code.

### Partie 1 - Principes généraux de la Défense
- Livre Ier : La direction de la Défense
- Livre II : Organisation territoriale et opérationnelle de la Défense
- Livre III : Mise en œuvre de la Défense non militaire
  - Titre Ier : Dispositions générales
  - Titre II : Défense civile
  - Titre III : Défense économique
- Livre IV : Mise en œuvre de la Défense militaire
  - Titre Ier : La dissuasion militaire
  - Titre II : Défense opérationnelle
  - Titre III : Défense maritime du territoire
  - Titre IV : Défense aérienne
- Livre V : Action de l’État en mer
- Livre VI : Dispositions relatives à l'outre-mer

### Partie 2 - Régimes juridiques de Défense
- Livre Ier : Régimes d'application exceptionnelle
- Livre II : Réquisitions
- Livre III : Régimes juridiques de Défense d'application permanente
- Livre IV : Dispositions relatives à l'outre-mer

### Partie 3 - Le ministère de la Défense et les organismes sous tutelle
- Livre Ier : L'administration centrale
- Livre II : Les forces armées
- Livre III : Organismes consultatifs
- Livre IV : Établissements publics
- Livre V : Dispositions relatives à l'outre-mer

### Partie 4 - Le personnel militaire
- Livre Ier : Statut général des militaires
- Livre II : Réserve militaire
- Livre III : Dispositions relatives à l'outre-mer

### Partie 5 - Dispositions administratives et financières
- Livre Ier : Dispositions domaniales
- Livre II : Dispositions financières et comptables
- Livre III : Dispositions relatives à l'outre-mer

## Règles de numérotation
Chaque numéro d'article est composé d'une lettre et de chiffres.
La lettre dénote comme à l'accoutumée la nature du texte :
- L pour un article issu d'une loi,
- R pour un article issu d'un décret en Conseil d'État,
- D pour un article issu d'un décret simple.

La lettre est suivie d'un astérisque si le décret a été pris en conseil des ministres.
Le code de la Défense adopte une numérotation sur quatre chiffres et un nombre, séparés par un trait d’union :
- Le premier chiffre indique la partie,
- Le second chiffre indique le livre,
- Le troisième chiffre indique le titre,
- Le quatrième chiffre indique le chapitre.

Le nombre qui suit le trait d’union commence à 1 jusqu'à la fin des articles du chapitre.